# Martin Short
Pour les articles homonymes, voir Martin Short (homonymie) et Short (homonymie).
Martin Short, est un acteur, producteur, réalisateur, scénariste et présentateur canado-américain, né le 26 mars 1950 à Hamilton, Ontario (Canada).

## Biographie
Martin Short est né le 26 mars 1950 à Hamilton, Ontario (Canada).
Sa mère, Olive Grace (née Hayter, 1913 - 1968), canadienne d'origine irlandaise, était premier violon à l'orchestre philharmonique de Hamilton. Son père, Charles Patrick Short (1909 - 1970), né en Irlande du Nord, était cadre à Stelco.
Il a 3 frères, Michael, Brian et David (décédé en 1962) et une sœur, Nora Short.
Il devient très populaire à la télévision lors de ses passages au Saturday Night Live mais son humour et ses gimmicks comiques s’illustrent aussi beaucoup au cinéma dans des rôles variés, de la science-fiction à la comédie.
Il est choisi par John Landis pour faire partie de la distribution de Trois Amigos ! avec Steve Martin et Chevy Chase.
Joe Dante et Steven Spielberg le repèrent pour jouer dans L'Aventure intérieure, sorti en 1987, qui est une parodie du Voyage fantastique.
Il joue dans trois remakes de films français : Danger public, adaptation de La Chèvre avec Danny Glover, Les Trois Fugitifs avec Nick Nolte et Un Indien à New York avec Tim Allen.
Il retrouve Steve Martin pour le remake de Le Père de la mariée et sa suite.
Il joue dans Mars Attacks! de Tim Burton et dans Captain Ron aux côtés de Kurt Russell. En 2006, il apparait en Jack Frost dans Super Noël 3 aux côtés de Tim Allen, et en 2014 dans Inherent Vice de Paul Thomas Anderson.
Depuis 2021, il joue dans Only Murders in the Building aux côtés de Selena Gomez et de Steve Martin.

### Vie privée
Il a été marié à Nancy Dolman de 1980 à 2010. Cette dernière meurt d'un cancer ovarien en 2010. Ils ont trois enfants, Katherine Elizabeth (née en 1983), Oliver Patrick (né en 1986) et Henry Hayter Short (né en 1989).

## Filmographie

### Cinéma

#### Longs métrages
- 1979 : L'amour sur béquilles (Lost and Found) de Melvin Frank : Engel
- 1986 : Trois Amigos! (¡Three Amigos!) de John Landis : Ned Nederlander
- 1987 : L'Aventure intérieure (Innerspace) de Joe Dante : Jack Putter
- 1987 : Chasse à cœurs (Cross My Heart) d'Armyan Bernstein : David
- 1989 : Les Trois Fugitifs (Three Fugitives) de Francis Veber : Ned Perry
- 1989 : The Big Picture de Christopher Guest : Neil Sussman
- 1991 : Danger public (Pure Luck) de Nadia Tass : Eugene Proctor
- 1991 : Le Père de la mariée (Father of the Bride) de Charles Shyer : Franck Eggelhoffer
- 1992 : Captain Ron de Thom Eberhardt : Martin Harvey
- 1993 : Les Quatre Dinosaures et le Cirque magique (We're Back! A Dinosaur's Story) de Phil Nibbelink, Dick Zondag, Ralph Zondag et Simon Wells : Stoïque, le clown (voix)
- 1994 : Clifford de Paul Flaherty : Clifford Daniels
- 1995 : Le Père de la mariée 2 (Father of the Bride Part II) de Charles Shyer : Franck Eggelhoffer
- 1995 : Youbi, le petit pingouin (The Pebble and the Penguin) de Don Bluth et Gary Goldman : Youbi, le manchot (voix)
- 1996 : Mars Attacks! de Tim Burton : Jerry Ross
- 1997 : Un Indien à New York (Jungle 2 Jungle) de John Pasquin : Richard Kempster
- 1997 : La Guerre des fées (A Simple Wish) de Michael Ritchie : Murray
- 1998 : Le Prince d'Égypte (The Prince of Egypt) de Brenda Chapman, Steve Hickner et Simon Wells : Hotep (voix)
- 1998 : Akbar's Adventure Tours de Robert Blalack : Akbar
- 1999 : Mumford de Lawrence Kasdan : Lionel Dillard
- 2001 : Allison Forever (Get Over It) de Tommy O'Haver : Dr Desmond Forrest Oates
- 2001 : Jimmy Neutron, un garçon génial (Jimmy Neutron: Boy Genius) de John A. Davis : Ooblar (voix)
- 2002 : Les 101 Dalmatiens 2(101 Dalmatians II: Patch's London Adventure) de Jim Kammerud et Brian Smith : Lars (voix)
- 2002 : La Planète au trésor : Un nouvel univers (Treasure Planet) de Ron Clements et John Musker : Ben, le robot (voix)
- 2004 : Jiminy Glick in Lalawood de Vadim Jean : Jiminy Glick / David Lynch
- 2004 : Barbie : Cœur de Princesse (Barbie as the Princess and the Pauper) de William Lau : Preminger (voix)
- 2006 : Super Noël 3 : Méga Givré (The Santa Clause 3: The Escape Clause) de Michael Lembeck : Jack Frost
- 2006 : Khan Kluay de Kompin Kemgumnird : Jai (voix anglaise)
- 2008 : Les chroniques de Spiderwick (The Spiderwick Chronicles) de Mark Waters : Chafouin (voix)
- 2011 : La Revanche du Petit Chaperon Rouge (Hoodwinked Too! Hood vs. Evil) de Mike Disa : Kirk Kirkkendall (voix)
- 2012 : Madagascar 3 : Bons baisers d'Europe (Madagascar 3: Europe's Most Wanted) d'Eric Darnell, Tom McGrath et Conrad Vernon : Stefano, l'otarie (voix)
- 2012 : Frankenweenie de Tim Burton : Mr Frankenstein / Mr Burgemeister / Nassor (voix)
- 2013 : Le vent se lève (Kaze tachinu) d'Hayao Miyazaki : Kurokawa (voix anglaise)
- 2014 : Inherent Vice de Paul Thomas Anderson : Dr Blatnoyd
- 2018 : Elliot, le plus petit des rennes (Elliot the Littlest Reindeer) de Jennifer Westcott : Blitzen / Ludzinka / Lemondrop (voix)
- 2019 : La Famille Addams (The Addams Family) de Conrad Vernon et Greg Tiernan : Grand-père Froissard (voix)
- 2020 : La Famille Willoughby (The Willoughbys) de Kris Pearn et Rob Lodermeier : Le père (voix)
- 2022 : Mack and Rita de Katie Aselton : Cheese (voix)
- 2023 : Aquaman et le Royaume perdu (Aquaman and the Lost Kingdom) de James Wan : Kingfish (voix)

#### Courts métrages
- 2002 : CinéMagique de Jerry Rees : George
- 2021 : Back Home Again de Michael Mankowski : Justin Beaver (voix)

### Télévision

#### Séries télévisées
- 1979 - 1980 : The Associates : Tucker Kerwin
- 1976 - 1977 : The David Steinberg Show : Johnny Del Bravo
- 1978 - 1979 : For the Record : Un prisonnier / Weepy
- 1980 : La croisière s'amuse (The Love Boat) : Melvin
- 1980 - 1981 : I'm a Big Girl Now : Neal Stryker
- 1981 : Taxi : Mitch Harris
- 1981 : SCTV Network 90 : Ed Grimley / Jackie Rogers, Jr. / Brock Linehan / Irving Cohen / Billy McKay
- 1983 : SCTV Channel : Ed Grimley / Jackie Rogers, Jr / Brock Linehan / Irving Cohen / Cheeplaffs Johnson / Lionel Napier-Humphries
- 1986 : Tall Tales & Legends : Johnny Appleseed
- 1988 : The Completely Mental Misadventures of Ed Grimley : Emil Gustav / Ed Grimley (voix)
- 1989 - 1990 : The Tracey Ullman Show : Lou
- 1991 : Une maison de fous (Maniac Mansion) : Eddie O'Donnell
- 1993 : Screen One : Harrison Kilray
- 1998 : Merlin : Frik
- 2001 - 2003 : Primetime Glick : Jiminy Glick / Miss Gathercole
- 2002 : Larry et son nombril (Curb Your Enthusiasm) : Lui-même
- 2004 : Arrested Development : Oncle Jack
- 2005 : New York, unité spéciale (Law and Order: Special Victims Unit) : Sebastien Ballentine / Henry Palaver (saison 6, épisode 18)
- 2010 : Damages : Leonard Winstone
- 2010 - 2018 : Le Chat chapeauté (The Cat in the Hat Knows a Lot About That!) : Le chat chapeauté (voix)
- 2011 : Weeds : Steward Havens
- 2011 - 2012 : How I Met Your Mother : Garrison Cootes
- 2014 : Working the Engels : Chuck Pastry
- 2014 - 2015 : Mulaney : Lou Canon
- 2015 : Unbreakable Kimmy Schmidt : Dr Grant (prononcé Franff)
- 2015 : Difficult People : Lui-même
- 2016 : Modern Family : Merv Schechter
- 2017 : Les Simpson (The Simpsons) : Guthrie Frenel (voix)
- 2017 : BoJack Horseman : Poppy Stilton (voix)
- 2017 : The Last Man on Earth : L'homme dans le SUV
- 2018 : Les Nouvelles Aventures du bus magique (The Magic School Bus Rides Again) : Tony Tennelli (voix)
- 2019 : Big Mouth : Gordie (voix)
- 2019 - 2021 : The Morning Show : Dick Lundy
- 2021 - 2023 : Schmigadoon ! : Leprechaun
- 2021 - en cours : Only Murders in the Building : Oliver Putnam

#### Téléfilms
- 1979 : The Family Man de Glenn Jordan : Louie
- 1983 : Sunset Limousine de Terry Hughes : Bradley Z. Coleman
- 1987 : Really Weird Tales de Paul Lynch, Don McBrearty et John Blanchard : Shucky (segment All's Well that Ends Strange)
- 1989 : I, Martin Short, Goes Hollywood d'Eugene Levy : Lawrence Orbach / Bradley P. Allen / Ed Grimley / Jackie Rogers, Jr. / Dale O'Day / "Baby" Estelle O'Day / Troy Soren / Lui-même
- 1999 : Alice au pays des merveilles (Alice in Wonderland) de Nick Willing : Le chapelier fou / Chinless Idiot
- 2001 : Prince charmant (Prince Charming) d'Allan Arkush : Rodney
- 2016 : Hairspray Live! de Kenny Leon : Wilbur Turnblad
- 2016 : The Cat in the Hat Knows a Lot About Camping! de Paul Hunt : Le chat chapeauté (voix)
- 2017 : The Cat in the Hat Knows a Lot About Halloween! de Paul Hunt : Le chat chapeauté (voix)
- 2017 : The Cat in the Hat Knows a Lot About Space! de Paul Hunt : Le chat chapeauté (voix)

### Scénariste
- 1981 : Second City (1 épisode)
- 1982 - 1983 : SCTV Network 90 (15 épisodes)
- 1983 - 1984 : SCTV Channel (18 épisodes)
- 1984 - 1985 : Saturday Night Live (17 épisodes)
- 1985 : Martin Short: Concert for the North Americas (émission spéciale)
- 1988 : The Completely Mental Misadventures of Ed Grimley (13 épisodes)
- 1989 : I, Martin Short, Goes Hollywood (téléfilm)
- 1989 : The 1989 Gemini Awards (émission spéciale)
- 1994 : The Martin Short Show (2 épisodes, également créateur)
- 1995 : The Show Formerly Known as the Martin Short Show (émission spéciale)
- 1999 - 2000 : The Martin Short Show (63 épisodes)
- 2001 - 2003 : Primetime Glick (30 épisodes)
- 2004 : Jiminy Glick in Lalawood de Vadim Jean
- 2009 : Just for Laughs (1 épisode)
- 2016 : Maya and Marty (6 épisodes)
- 2018 : Steve Martin and Martin Short: An Evening You Will Forget for the Rest of Your Life (émission spéciale)

### Producteur exécutif
- 1988 : The Completely Mental Misadventures of Ed Grimley (13 épisodes)
- 1994 : The Martin Short Show (2 épisodes)
- 1999 - 2000 : The Martin Short Show (63 épisodes)
- 2001 - 2003 : Primetime Glick (30 épisodes)
- 2004 : Jiminy Glick in Lalawood de Vadim Jean
- 2016 : Maya and Marty (6 épisodes)
- 2018 : Steve Martin and Martin Short: An Evening You Will Forget for the Rest of Your Life (émission spéciale)
- 2021 - en cours : Only Murders in the Building (40 épisodes)

### Réalisateur
- 1993 : Friends of Gilda (téléfilm)

### Comme juge
- 2012 : Canada's Got Talent

## Voxographie

### Animation
- 1993 : Les Quatre Dinosaures et le Cirque magique : Stubbs the Clown
- 1995 : Youbi, le petit pingouin (The Pebble and the Penguin) de Don Bluth et Gary Goldman : Hubie
- 1998 : Le Prince d'Égypte : Huy, prêtre et conseiller de Ramsès
- 2001 : Jimmy Neutron : un garçon génial : Ooblar
- 2002 : La Planète au trésor, un nouvel univers (Treasure Planet) : B.E.N.
- 2003 : Les 101 Dalmatiens 2 : Sur la trace des héros (vidéo) : Lars
- 2004 : Barbie : Cœur de princesse (vidéo) : Preminger
- 2012 : Frankenweenie de Tim Burton : Nassor/le père de Victor/M. Bergermeister
- 2012 : Madagascar 3 : Bons Baisers d'Europe : Stefano l'otarie
- 2014 : Le Monde Magique d'Oz de Dan St. Pierre & William Finn : Le bouffon
- 2019 : La Famille Addams de Conrad Vernon & Greg Tiernan : Grand-père Frump
- 2020 : La Famille Willoughby (The Willoughbys) de Kris Pearn : le père

### Série TV
- 1982 : Miss Peach of the Kelly School
- 1988 : The Completely Mental Misadventures of Ed Grimley : Ed Grimley / Emil Gustav / Various
- 2002 : Rolie Polie Olie : Barnum
- 2017 : Les Simpsons (S29 - Ep.2) : Guthrie Frenel

## Distinctions

### Récompenses
- 1982 : Emmy Award
- 1993 : Theatre World Award au début d'un acteur à Broadway ou off-Broadway pour son rôle dans la pièce The Goodbye Year[6]
- 1993 : Tony Award et Outer Critics Circle Award, pour son rôle dans la comédie musicale The Goodbye Girl
- 1999 : Tony Award et Outer Critics Circle Award, pour "ses" rôles dans la comédie musicale Little Me

### Nominations
- Golden Globes 2023 : Meilleur acteur dans une série musicale ou comique pour Only Murders in the Building
- Golden Globes 2024 : Meilleur acteur dans une série musicale ou comique pour Only Murders in the Building
- Golden Globes 2025 : Meilleur acteur dans une série musicale ou comique pour Only Murders in the Building

## Voix françaises
| - Jean-François Vlérick dans : - L'Aventure intérieure - Les Trois fugitifs - Pure Luck - Mars Attacks! - New York, unité spéciale (série télévisée) - Jiminy Glick in Lalawood - Éric Métayer dans : - Merlin (mini-série) - Alice au pays des merveilles (téléfilm, voix parlée) - Le Père de la mariée 2 Et aussi - Jean-Pierre Leroux dans Trois amigos ! - Stéphane Bazin dans Chasse à cœurs - Vincent Violette dans Le Père de la mariée - Jean-Philippe Puymartin dans Captain Ron - Georges Caudron dans Un Indien à New York - Jérôme Keen dans La Guerre des fées | - Emmanuel Curtil dans Alice au pays des merveilles (téléfilm, voix chantée) - Bertrand Liebert dans Get Over It - Daniel Lafourcade dans Les 101 Dalmatiens 2 (voix) - Bernard Bollet dans Damages (série télévisée) - François Dunoyer dans Weeds (série télévisée) - Olivier Destrez dans How I Met Your Mother (série télévisée) - David Krüger dans Unbreakable Kimmy Schmidt (série télévisée) - Jean-François Kopf dans The Last Man on Earth (série télévisée) - Michel Dodane dans The Morning Show (série télévisée) - Bernard Alane dans Only Murders in the Building (série télévisée) - Christophe Lemoine dans Aquaman et le Royaume perdu (voix) |